# Prismă triunghiulară

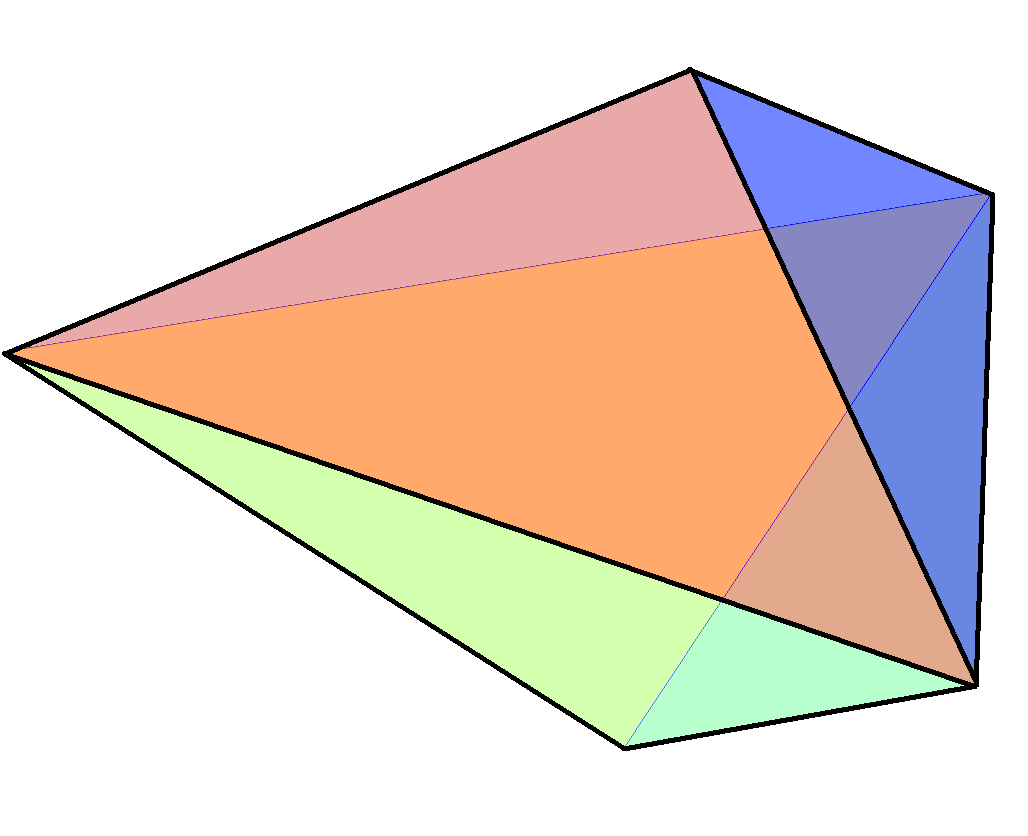
Dual: bipiramida triunghiulară

În geometrie o prismă triunghiulară este o prismă cu trei fețe laterale; este un poliedru format dintr-o bază triunghiulară, o copie translată a ei și 3 fețe care unesc laturile bazelor. Ca poliedru cu cinci fețe, este un pentaedru. 
O prismă triunghiulară dreaptă are fețele laterale dreptunghiulare, altfel este oblică. O prismă triunghiulară uniformă este o prismă triunghiulară dreptunghiulară cu bazele triunghiuri echilaterale și fețele laterale pătrate.
Echivalent, este un poliedru în care două fețe sunt paralele, în timp ce normalele celor trei fețe laterale sunt în același plan (care nu este neapărat paralel cu planele bazelor). Aceste trei fețe sunt paralelograme. Toate secțiunile paralele cu bazele sunt congruente cu bazele.

## Ca poliedru semiregulat (sau uniform)
O prismă triunghiulară dreaptă este un poliedru semiregulat sau, dacă fețele de bază sunt triunghiuri echilaterale, iar celelalte trei fețe sunt pătrate, un poliedru uniform. Ca poliedru uniform are simbolul U76a. Acesta poate fi văzut ca un hosoedru trigonal trunchiat, reprezentat de simbolul Schläfli t{2,3}. Alternativ, poate fi văzut ca produsul cartezian al unui triunghi și al unui segment. Dualul său este bipiramida triunghiulară.
Grupul de simetrie al unei prisme drepte triunghiulare este D3h de ordinul 12. Grupul de rotație⁠(d) este D3 de ordinul 6. Grupul de simetrie nu conține inversiunea față de centru.

## Volum
Volumul oricărei prisme este produsul dintre aria bazei și distanța dintre cele două baze. În acest caz, baza este un triunghi, așa că trebuie pur și simplu să se calculeze aria triunghiului și să se înmulțească aceasta cu lungimea prismei:
{\displaystyle V={\frac {bhl}{2}},}
unde b este lungimea unei laturi a triunghiului, h este lungimea înălțimii ridicate pe acea latură, iar l este distanța dintre baze.

## Prismă triunghiulară trunchiată

Prismă triunghiulară trunchiată

O prismă triunghiulară dreaptă trunchiată are o față triunghiulară trunchiată oblic la un unghi față de baza inițială.
Volumul unei prisme triunghiulare trunchiate cu aria bazei A și cele trei înălțimi h1, h2 și h3 este determinat de
{\displaystyle V={\frac {A(h_{1}+h_{2}+h_{3})}{3}}.}

## Fațetare
Există două fațetări cu simetrie D3h complete ale unei prisme triunghiulare, ambele cu 6 fețe în formă de triunghi isoscel, una conservând triunghiurile inițiale de sus și de jos și cealaltă conservând pătratele inițiale. Două fațetări cu simetrie C3v inferioară au un triunghi ca bază, 3 fețe laterale pătrate intersectate și 3 fețe laterale triunghiulare isoscele.
| Convexă      | Fațetări          | Fațetări          | Fațetări                  | Fațetări                  |
| Simetrie D3h | Simetrie D3h      | Simetrie D3h      | Simetrie C3v              | Simetrie C3v              |
| ------------ | ----------------- | ----------------- | ------------------------- | ------------------------- |
|              |                   |                   |                           |                           |
| 2 {3} 3 {4}  | 3 {4} 6 ( ) v { } | 2 {3} 6 ( ) v { } | 1 {3} 3 t'{2} 6 ( ) v { } | 1 {3} 3 t'{2} 3 ( ) v { } |

## Poliedre și pavări înrudite

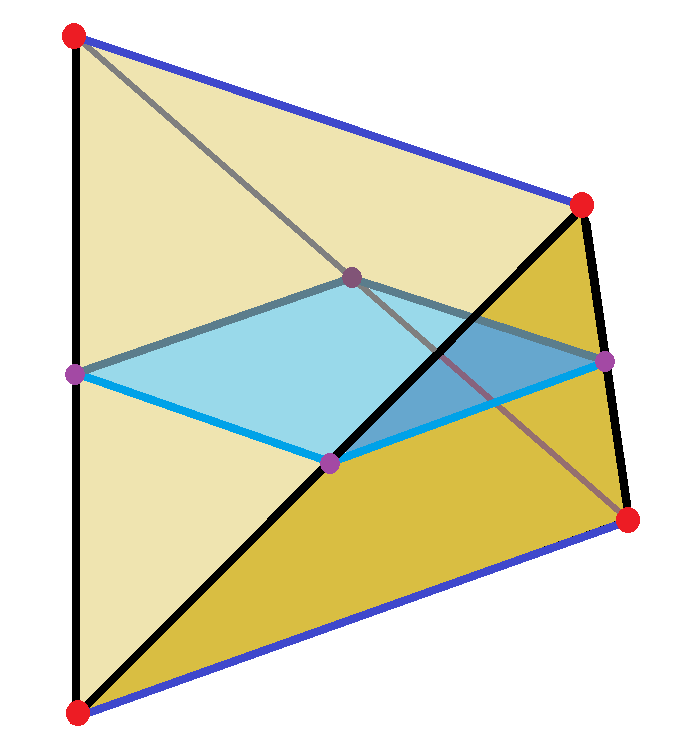
Un tetraedru regulat (bisfenoid tetragonal) poate fi divizat în două jumătăți de un pătrat central. Fiecare jumătate este topologic o prismă triunghiulară.

| Familia prismelor n-gonale uniforme | Familia prismelor n-gonale uniforme | Familia prismelor n-gonale uniforme | Familia prismelor n-gonale uniforme | Familia prismelor n-gonale uniforme | Familia prismelor n-gonale uniforme | Familia prismelor n-gonale uniforme | Familia prismelor n-gonale uniforme | Familia prismelor n-gonale uniforme | Familia prismelor n-gonale uniforme | Familia prismelor n-gonale uniforme | Familia prismelor n-gonale uniforme | Familia prismelor n-gonale uniforme | Familia prismelor n-gonale uniforme |
| Denumirea prismei                   | Prismă digonală                     | Prismă triunghiulară                | Prismă tetragonală                  | Prismă pentagonală                  | Prismă hexagonală                   | Prismă heptagonală                  | Prismă octogonală                   | Prismă eneagonală                   | Prismă decagonală                   | Prismă endecagonală                 | Prismă dodecagonală                 | ...                                 | Prismă apeirogonală                 |
| ----------------------------------- | ----------------------------------- | ----------------------------------- | ----------------------------------- | ----------------------------------- | ----------------------------------- | ----------------------------------- | ----------------------------------- | ----------------------------------- | ----------------------------------- | ----------------------------------- | ----------------------------------- | ----------------------------------- | ----------------------------------- |
| Imagine                             |                                     |                                     |                                     |                                     |                                     |                                     |                                     |                                     |                                     |                                     |                                     | ...                                 |                                     |
| Pavare sferică                      |                                     |                                     |                                     |                                     |                                     |                                     |                                     |                                     |                                     |                                     |                                     | Pavare plană                        |                                     |
| Config. vârfului                    | 2.4.4                               | 3.4.4                               | 4.4.4                               | 5.4.4                               | 6.4.4                               | 7.4.4                               | 8.4.4                               | 9.4.4                               | 10.4.4                              | 11.4.4                              | 12.4.4                              | ...                                 | ∞.4.4                               |
| Diagramă Coxeter                    |                                     |                                     |                                     |                                     |                                     |                                     |                                     |                                     |                                     |                                     |                                     | ...                                 |                                     |

| n                          | 2                      | 3                    | 4                          | 5                             | 6                                 |
| Schläfli                   | {2} \|\| t{2}          | {3} \|\| t{3}        | {4} \|\| t{4}              | {5} \|\| t{5}                 | {6} \|\| t{6}                     |
| -------------------------- | ---------------------- | -------------------- | -------------------------- | ----------------------------- | --------------------------------- |
| Cupolă                     | Cupolă digonală        | Cupolă triunghiulară | Cupolă pătrată             | Cupolă pentagonală            | Cupolă hexagonală (plată)         |
| Poliedre uniforme înrudite | Prismă triunghiulară · | Cubocta- · edru ·    | Rombi- · cubocta- · edru · | Romb- · icosidodeca- · edru · | Pavare · rombi- · trihexagonală · |

### Variante de simetrie
Acest poliedru este înrudit topologic ca parte a secvenței de poliedre trunchiate uniforme cu configurațiile vârfurilor cu simetriile grupurilor Coxeter (3.2n.2n) și [n,3].
| Variante ale pavărilor trunchiate cu simetrie *n32: t{n,3} | Variante ale pavărilor trunchiate cu simetrie *n32: t{n,3} | Variante ale pavărilor trunchiate cu simetrie *n32: t{n,3} | Variante ale pavărilor trunchiate cu simetrie *n32: t{n,3} | Variante ale pavărilor trunchiate cu simetrie *n32: t{n,3} | Variante ale pavărilor trunchiate cu simetrie *n32: t{n,3} | Variante ale pavărilor trunchiate cu simetrie *n32: t{n,3} | Variante ale pavărilor trunchiate cu simetrie *n32: t{n,3} | Variante ale pavărilor trunchiate cu simetrie *n32: t{n,3} | Variante ale pavărilor trunchiate cu simetrie *n32: t{n,3} | Variante ale pavărilor trunchiate cu simetrie *n32: t{n,3} | Variante ale pavărilor trunchiate cu simetrie *n32: t{n,3} |
| Smetrie *n32 [n,3]                                         | Sferice                                                    | Sferice                                                    | Sferice                                                    | Sferice                                                    | Euclid.                                                    | Hiperb. compacte                                           | Hiperb. compacte                                           | Paracomp.                                                  | Hiperbolice necompacte                                     | Hiperbolice necompacte                                     | Hiperbolice necompacte                                     |
| Smetrie *n32 [n,3]                                         | *232 [2,3]                                                 | *332 [3,3]                                                 | *432 [4,3]                                                 | *532 [5,3]                                                 | *632 [6,3]                                                 | *732 [7,3]                                                 | *832 [8,3]...                                              | *∞32 [∞,3]                                                 | [12i,3]                                                    | [9i,3]                                                     | [6i,3]                                                     |
| ---------------------------------------------------------- | ---------------------------------------------------------- | ---------------------------------------------------------- | ---------------------------------------------------------- | ---------------------------------------------------------- | ---------------------------------------------------------- | ---------------------------------------------------------- | ---------------------------------------------------------- | ---------------------------------------------------------- | ---------------------------------------------------------- | ---------------------------------------------------------- | ---------------------------------------------------------- |
| Figuri trunchiate                                          |                                                            |                                                            |                                                            |                                                            |                                                            |                                                            |                                                            |                                                            |                                                            |                                                            |                                                            |
| Schläfli                                                   | t{2,3}                                                     | t{3,3}                                                     | t{4,3}                                                     | t{5,3}                                                     | t{6,3}                                                     | t{7,3}                                                     | t{8,3}                                                     | t{∞,3}                                                     | t{12i,3}                                                   | t{9i,3}                                                    | t{6i,3}                                                    |
| Figuri triakis                                             |                                                            |                                                            |                                                            |                                                            |                                                            |                                                            |                                                            |                                                            |                                                            |                                                            |                                                            |
| Config.                                                    | V3.4.4                                                     | V3.6.6                                                     | V3.8.8                                                     | V3.10.10                                                   | V3.12.12                                                   | V3.14.14                                                   | V3.16.16                                                   | V3.∞.∞                                                     |                                                            |                                                            |                                                            |

Acest poliedru este înrudit topologic ca parte a secvenței de poliedre cantelate cu figura vârfurilor (3.4.n.4) și continuă ca pavări ale planului hiperbolic. Aceste figuri tranzitive pe vârfuri au simetrie (*n32).
| Variante de pavări expandate cu simetrie *n32: 3.4.n.4 | Variante de pavări expandate cu simetrie *n32: 3.4.n.4 | Variante de pavări expandate cu simetrie *n32: 3.4.n.4 | Variante de pavări expandate cu simetrie *n32: 3.4.n.4 | Variante de pavări expandate cu simetrie *n32: 3.4.n.4 | Variante de pavări expandate cu simetrie *n32: 3.4.n.4 | Variante de pavări expandate cu simetrie *n32: 3.4.n.4 | Variante de pavări expandate cu simetrie *n32: 3.4.n.4 | Variante de pavări expandate cu simetrie *n32: 3.4.n.4 |
| Simetrie *n32 [n,3]                                    | Sferice                                                | Sferice                                                | Sferice                                                | Sferice                                                | Euclid.                                                | Hiperb. compacte                                       | Hiperb. compacte                                       | Paracomp.                                              |
| Simetrie *n32 [n,3]                                    | *232 [2,3]                                             | *332 [3,3]                                             | *432 [4,3]                                             | *532 [5,3]                                             | *632 [6,3]                                             | *732 [7,3]                                             | *832 [8,3]...                                          | *∞32 [∞,3]                                             |
| ------------------------------------------------------ | ------------------------------------------------------ | ------------------------------------------------------ | ------------------------------------------------------ | ------------------------------------------------------ | ------------------------------------------------------ | ------------------------------------------------------ | ------------------------------------------------------ | ------------------------------------------------------ |
| Imagine                                                |                                                        |                                                        |                                                        |                                                        |                                                        |                                                        |                                                        |                                                        |
| Vârf                                                   | 3.4.2.4                                                | 3.4.3.4                                                | 3.4.4.4                                                | 3.4.5.4                                                | 3.4.6.4                                                | 3.4.7.4                                                | 3.4.8.4                                                | 3.4.∞.4                                                |

### Compuși
Există 4 compuși uniformi ai prismelor triunghiulare:
compus de patru prisme triunghiulare, compus de opt prisme triunghiulare, compus de zece prisme triunghiulare, compus de douăzeci de prisme triunghiulare.

### Faguri
Există 9 faguri uniformi care au celule în formă de prisme triunghiulare:
fagure cubic alternat giroalungit, fagure cubic alternat alungit, fagure prismatic triunghiular girat, fagure prismatic pătrat snub, fagure prismatic triunghiular, fagure prismatic triunghiular-hexagonal, fagure prismatic hexagonal trunchiat, fagure prismatic rombitriunghiular-hexagonal, fagure prismatic triunghiular-hexagonal snub, fagure prismatic triunghiular alungit.

### Politopuri înrudite
Prisma triunghiulară este prima dintr-o serie dimensională de politopuri semiregulate. Fiecare politop uniform progresiv este construit pe baza figurii vârfului care este politopul anterior. Thorold Gosset a identificat această serie în 1900, politopurile conținând toate fațetele politopurilor regulate, toate simplexurile și ortoplexurile (triunghiuri echilaterale și pătrate în cazul prismei triunghiulare). În notația Coxeter prismei triunghiulare i se dă simbolul −121.
| Grup Coxeter     | {\displaystyle E_{3}=A_{2}A_{1}} | {\displaystyle E_{4}=A_{4}} | {\displaystyle E_{5}=D_{5}} | {\displaystyle E_{6}} | {\displaystyle E_{7}} | {\displaystyle E_{8}} | {\displaystyle E_{9}={\tilde {E}}_{8}=E_{8}^{+}} | {\displaystyle E_{10}={\bar {T}}_{8}=E_{8}^{++}} |
| Diagramă Coxeter |                                  |                             |                             |                       |                       |                       |                                                  |                                                  |
| Simetrie         | [3−1,2,1]                        | [30,2,1]                    | [31,2,1]                    | [32,2,1]              | [33,2,1]              | [34,2,1]              | [35,2,1]                                         | [36,2,1]                                         |
| Ordin            | 12                               | 120                         | 1920                        | 51 840                | 2 903 040             | 696 729 600           | ∞                                                | ∞                                                |
| Graf             |                                  |                             |                             |                       |                       |                       | –                                                | –                                                |
| Nume             | −121                             | 021                         | 121                         | 221                   | 321                   | 421                   | 521                                              | 621                                              |

### În spațiul cvadridimensional
Prisma triunghiulară există ca celule ale unui număr de 4-politopuri uniforme, inclusiv:
| Prismă tetraedrică ·               | Prismă octaedrică ·             | Prismă cuboctaedrică ·     | Prismă icosaedrică ·        | Prismă icosidodecaedrică ·       | Prismă dodecaedrică trunchiată · |
|                                    |                                 |                            |                             |                                  |                                  |
| Prismă rombicosi- · dodecaedrică · | Prismă rombi- · cuboctaedrică · | Prismă cubică trunchiată · | Prismă dodecaedrică snub ·  | Prismă antiprismatică n-gonală · |                                  |
|                                    |                                 |                            |                             |                                  |                                  |
| 5-celule cantelat ·                | 5-celule cantitrunchiat ·       | 5-celule runcinat ·        | 5-celule runcitrunchiat ·   |                                  |                                  |
|                                    |                                 |                            |                             |                                  |                                  |
| Tesseract cantelat ·               | Tesseract cantitrunchiat ·      | Tesseract runcinat ·       | Tesseract runcitrunchiat ·  |                                  |                                  |
|                                    |                                 |                            |                             |                                  |                                  |
| 24-celule cantelat ·               | 24-celule cantitrunchiat ·      | 24-celule runcinat ·       | 24-celule runcitrunchiat ·  |                                  |                                  |
|                                    |                                 |                            |                             |                                  |                                  |
| 120-celule cantelat ·              | 120-celule cantitrunchiat ·     | 120-celule runcinat ·      | 120-celule runcitrunchiat · |                                  |                                  |
|                                    |                                 |                            |                             |                                  |                                  |